# Sant Grau d'Albons
Sant Grau és un santuari a uns 2km a l'oest del poble d'Albons, a la serra del seu nom, prop de la font de la Merla. A més de Sant Grau s'hi veneren Sant Roc i Sant Sebastià. L'aplec més popular, del 13 d'octubre, que havia pràcticament desaparegut, ha estat recuperat a principis del segle xxi. L'ermita o santuari conserva bona part la construcció d'època romànica. L'església fou modificada, però el segle xviii quan es capgirà l'orientació de la nau.
La façana actual, datada el 1753 a la llinda de la portada, és a llevant, lloc on ha desaparegut l'antic absis semicircular del qual es veuen vestigis dels fonaments. Al primitiu frontis, a ponent, ara convertit en capçalera, hi queda la porta romànica tapiada. L'aparell romànic és visible també als murs laterals,; en part, on a migdia hi resta una finestra romànica de doble biaix, l'interior és cobert amb l'antiga volta apuntada, amb cornisament. La imatge del patró, Guerau o Grau, és una talla barroca molt restaurada.
No gaire lluny de l'església, a l'indret de l'Olivet d'en Maçanet, hi ha vestigis escampats d'alguna antiga construcció, just en el punt on, segons creença popular, hi hagué una capella anterior a la de Sant Grau.